# Pakino (obwód włodzimierski)
Pakino (ros. Пакино) – osiedle w Rosji, w obwodzie włodzimierskim, w rejonie kowrowskim. W 2010 liczyło 4605 mieszkańców.
W pobliżu znajduje się stacja kolejowa Fiedułowo, położona na nowym szlaku Kolei Transsyberyjskiej.

## Historia
Na początku lat 30. XX w. powstał tu obóz letni dla oficerów Armii Czerwonej. Miejscowość powstała w 1940, gdy Gułag zbudował tu łagier dla obsługi budowy zapory wodnej na Klaźmie i Niżniekiezmińskiej Elektrowni Wodnej. W sierpniu 1941 budowa została wstrzymana z powodu wybuchu wojny z Niemcami i już nigdy nie została wznowiona. Powstała wówczas infrastruktura Gułagu w kolejnych latach była wykorzystywana jako kolonia karna, w tym dla więźniów w wieku od 11 do 16 lat. Od początku lat 90. obsługuję ona kolonię karną o zaostrzonym rygorze dla osób dorosłych.